# Косатки
Косатките (Orcinus) са род морски бозайници от семейство Делфинови, чийто единствен съществуващ вид е косатката (Orcinus orca).

## Класификация
Родът Косатки се състои от един жив и 3 изчезнали вида.
Род Косатки
- Вид Косатка (Orcinus orca) (Linnaeus, 1758)
- Вид †Orcinus citoniensis Capellini, 1883
- Вид †Orcinus meyeri Brandt, 1873
- Вид †Orcinus paleorca Matsumoto, 1937